# Чауші
Чауші (рос. Чауши) — село в Радищевському районі Ульяновської області Російської Федерації.
Населення становить 51 особу. Входить до складу муніципального утворення Радищевське міське поселення.

## Історія
Населений пункт розташований на території українського культурного та етнічного краю Жовтий Клин.
Від 2004 року входить до складу муніципального утворення Радищевське міське поселення.

## Населення
| 2010 |
| ---- |
| 51   |